# Lotus 80
Lotus 80 je Lotusov dirkalnik Formule 1, ki je bil v uporabi v sezoni 1979 le na treh dirkah. Zasnovali so ga Colin Chapman, Martin Ogilvie, Peter Wright in Tony Rudd, pri čemer so hoteli čim bolj izkoristiti podtlak pod dirkalnikom. 

## Zasnova
Ogilvie in Rudd sta želela narediti nov korak pred konkurenco s tem, da naj bi nov dirkalnik v največji meri izkoriščal sistem ustvarjanja podtlaka pod dirkalnikom. Začel naj bi se ustvarjati takoj za nosom dirkalnika in se raztezal vse do konca dirkalnika, dlje od zadnje osi. Še nadalje pa je bil sistem za ustvarjanje podtlaka vgrajen v sam nos dirkalnika, s čimer naj bi se cela šasija spremenila v aerodinamično napravo. V teoriji bi morala takšna zasnova ustvarjati ogromen podtlak pod dirkalnikom, zato je morala biti šasija strukturno trdnejša od predhodnika Lotus 79. Zaradi ogromnega podtlaka tako Lotus 80 sploh ne bi potreboval dodatnik krilc. Chapman je sprva to idejo odobraval. 
Ker se je sponzor John Player Special umaknil iz Formule 1, je bil dirkalnik ponovno obarvan v britansko zeleno dirkaško barvo. Dirkalnik je imel stranske hladilne odprtine v obliki steklenice, kar je postalo v osemdesetih običajno v Formuli 1. Toda na testiranju novega dirkalnika so se pojavile velike težave. Mario Andretti je povedal, da se je dirkalnik pri velikih hitrostih dobro obnašal, toda pri zaviranju in v ovinkih je dirkalnik nenadoma izgubil podtlak ter ga nato nenadoma spet pridobil. Ugotovili so da dirkalnik proizvaja prevelik podtlak, da bi ga dirkač lahko obvladoval. Ta problem je povzročal premikanje središča podtlaka pod dirkalnikom, zato je dirkalnik v ovinkih brutalno dvigovalo in prestavljalo, ob tem pa je že majhna razlika v višini dirkalnika pomenila ogromno razliko v podtlaku, na kar so vplivali tudi robniki ali neraven asfalt. Moštvo je eksperimentiralo tudi z namestitvijo krilc, toda to na obnašanje dirkalnika v veliki meri ni vplivalo. 

## Dirkaška zgodovina
Andretti je vztrajal z dirkalnikom med tem, ko je Carlos Reutemann raje dirkal s starejšim dirkalnikom Lotus 79. Chapman je sčasoma priznal, da dirkalnik ni izpolnil pričakovanj. Po solidnem tretje mesto na dirki za Veliko nagrado Španije, so težave dirkalnika namreč postale očitne na dirkah za Veliko nagrado Belgije in Veliko nagrado Monaka. Za preostanek sezone so tako dirkali z izboljšanim dirkalnikom Lotus 79. To je bil velik udarec za moštvo in za obetaven dirkalnik, toda Chapman je uporabil podoben koncept ustvarjanja podtlaka za dirkalnik Lotus 88.